# Csökmő
Csökmő é uma vila da Hungria, situada no condado de Hajdú-Bihar. Tem 68,97 km² de área e sua população em 2019 foi estimada em 1.912 habitantes.